# Sint Andries MC's
De Sint Andries MC's zijn een Belgische hiphopformatie genoemd naar de Antwerpse wijk Sint-Andries.
De groep werd opgericht toen Quinte Ridz van de rapgroep ABN in 1998 voor de verzamel-lp Frithop is dood een aantal in het Nederlands rappende groepen zocht. Rapper Too Tuff werkte mee aan ABN's album ABNormaal (in het nummer Politie Pollutie) en werd hiervoor gevraagd.
Too Tuff begon voor deze gelegenheid een project met Antwerpse rappers KG en DJ Serious, wat onder de naam Sint-Andries MC's resulteerde in het nummer Represent 2000 Antwaarpe. Dit nummer werd opgepikt door Studio Brussel en werd een radiohit, maar was niet als single verkrijgbaar.
Enkele maanden later verscheen de debuut-ep Wêrelduniek. De Sint-Andries MC's waren in 2000 tevens een van de guests die meerapten op ABN's album Seriewoordenaar. Voorts verscheen in 2000 nog de maxi-single Hiroshima stijl, waarin rapper Scale zijn debuut maakte binnen de groep.
Nadat Too Tuff de groep verliet werd het enkele jaren stil rond de groep. In 2005 kwam het eerste volwaardige album Operatie Afzuip uit. In 2008 verscheen het album Modderstroom met gastbijdragen van Nathalie Meskens, Axl Peleman en Veerle Dejonghe.

## Leden
Oorspronkelijke bezetting:
- Too Tuff (Tom Vandyck)
- KG (Kevin Gijbels)
- DJ Serious

Huidige bezetting:
- Scale (Kris Strybos)
- KG (Kevin Gijbels)
- Arkis (Carlo Jacobs)
- El-C
- H-Core

## Discografie
- Werelduniek (1999)
- Hiroshima stijl (2000)
- Oepsei (2003)
- Operatie Afzuip (2005)
- Modderstroom (2008)